# Citywest Hotel
Citywest Hotel i Citywest, Dublin, Irland är Europas största hotell med sina 1 714 rum.